# عبدالرئوف الکسم
عبدالرئوف الکسم (به عربی: عبد الرؤوف الکسم) (متولد ۱۹۳۲ در شهر دمشق) از تاریخ ۹ ژانویه ۱۹۸۰ تا ۱ نوامبر ۱۹۸۷ تصدی نخست‌وزیری سوریه را برعهده داشت.